# Paul Jousselin
Paul Jousselin, nom de naissance Paul Louis Jousselin, né le 29 avril 1830 dans le 7e arrondissement de Paris et mort le 13 novembre 1893 dans le 17e arrondissement de Paris, est un ingénieur civil, inventeur d'un avertisseur électrique pour les chemins de fer.

## Biographie

### Famille et formation
Paul Louis Jousselin, dit aussi Paul Jousselin, est né le 29 avril 1830, au 38 rue de Bellechasse dans le 7e arrondissement de Paris. Ses parents sont Alexandre Louis Jousselin (1788-1867), ingénieur des ponts et chaussées et Malvina Yvan (1800-?). Il est le deuxième enfant de la fratrie ; son frère ainé est Henri Jousselin (1823-1882). Son grand-père paternel était également ingénieur des ponts et chaussées. Il est le père d'Armand Paul Jousselin.
Il fait ses études au lycée d'Orléans. À 19 ans, il intègre l'École centrale des arts et manufactures de Paris. Il en sort diplômé ingénieur des arts et manufactures en 1852.

### Carrière dans les chemins de fer

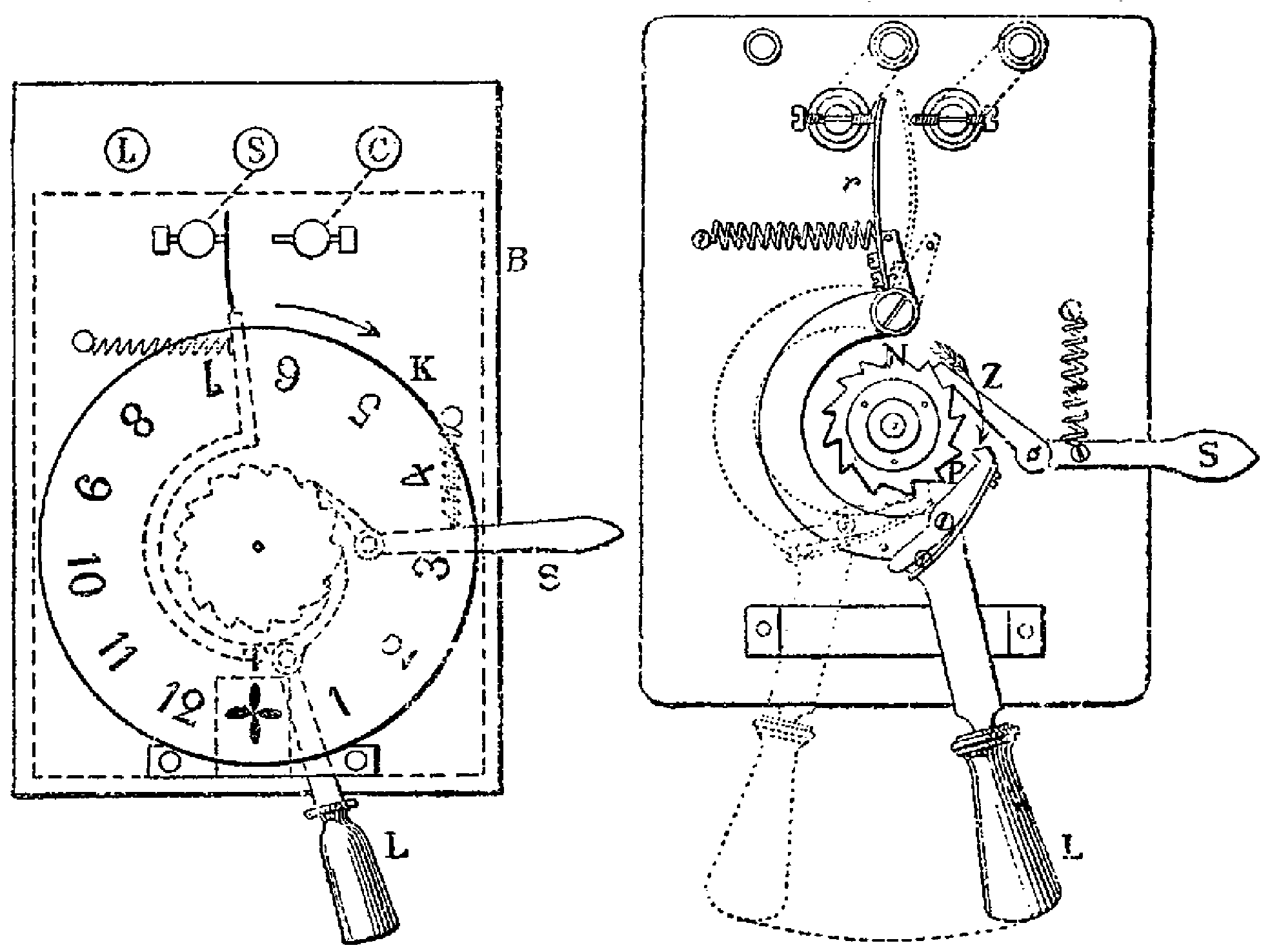
Transmetteur Jousselin.

Il commence sa carrière d'ingénieur au sein de la compagnie des chemins de fer du Nord. Son premier poste est au « bureau des études de l'ingénieur en chef de la voie ». Puis il se consacre « aux études et travaux de l'embranchement de Tergnier à Reims ». Il quitte la compagnie du Nord pour la ligne de Vincennes dont il part, rapidement, en 1857, pour entrer à la compagnie des chemins de fer de Paris à Lyon et à la Méditerranée (PLM).
Au PLM, il fait 33 années de carrière en étant successivement « inspecteur principal puis chef de la 3e division qui comprend les services techniques de l'exploitation ». Il s'y fait remarquer « par son esprit inventif et parvint notamment à mettre l'électricité à la portée des agents d'ordre inférieur, en plaçant entre leurs mains un appareil qui porte son nom et qui permet à ces agents d'échanger avec rapidité les quelques communications que comporte leur service ». Il prend sa retraite en 1892.

### Autres activités

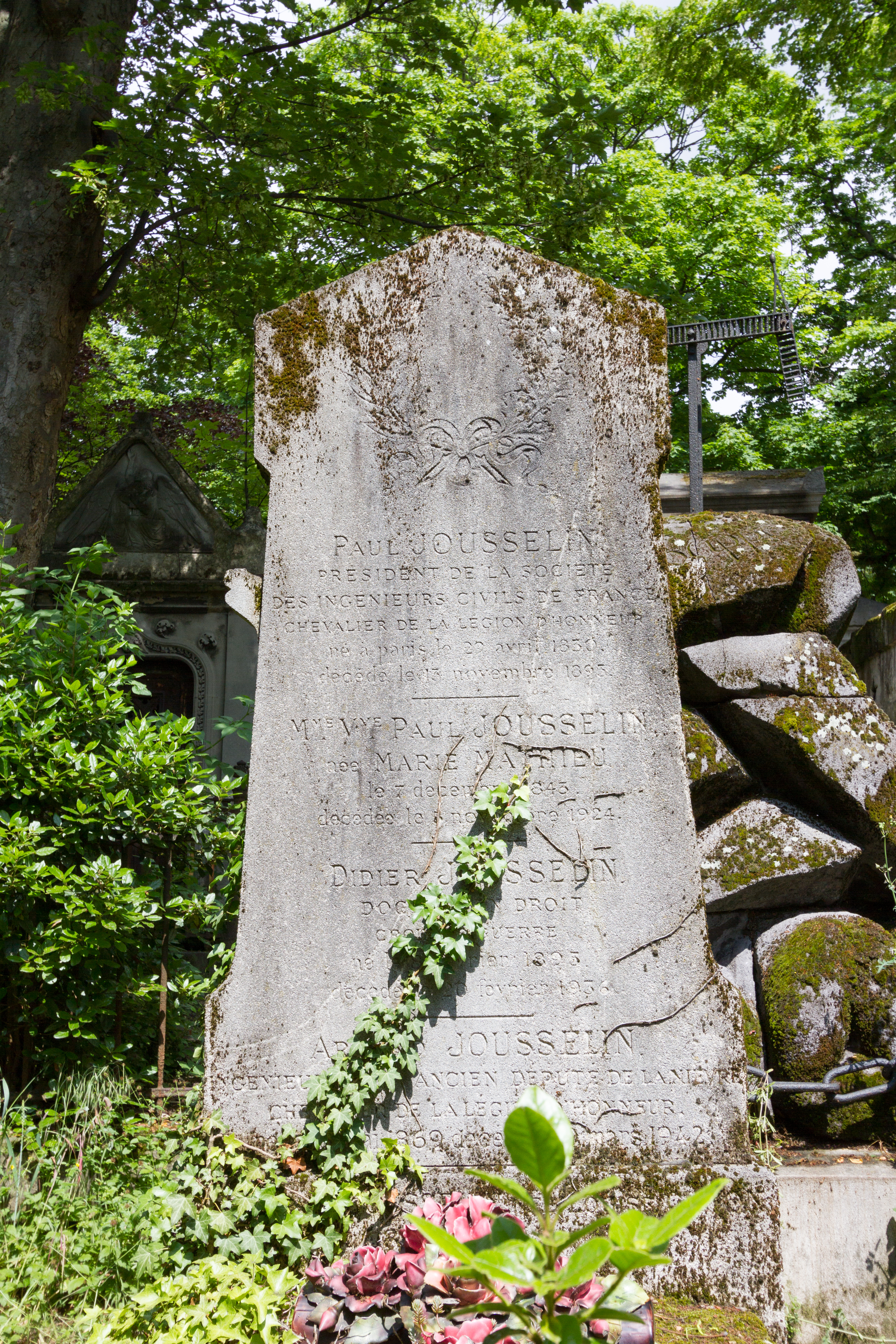
Tombe de Paul Jousselin au cimetière du Père-Lachaise à Paris.

Il assure, dès ses premières années d'ingénieur, outre sa carrière aux chemins de fer, des fonctions d'expertise judiciaire, auprès « des cours, des tribunaux et du Conseil de préfecture de la Seine ».
La notoriété acquise dans ses activités professionnelles l'amène à être nommé à des fonctions honorifiques : membre du comité d'organisation de l'Exposition universelle de 1878, membre du premier congrès international des électriciens à l'Exposition internationale d'Électricité de 1881, membre du comité d'organisation de l'électricité à l'Exposition universelle de Paris de 1889 et membre du jury concernant l'électricité.
On le retrouve également à l'Association amicale des anciens élèves de l'École Centrale dont il devient membre dès sa fondation en 1862. Il en devient le secrétaire puis vice-président avant d'être élu président en 1891. À la Société des ingénieurs civils de France, il devient un membre actif dès 1854, auteur de nombre de communications. En 1862, il est élu membre du Comité dont il prend la vice-présidence en 1889 puis la présidence en 1893.
Il demeure au 4 rue Legendre à Paris, où il décède le 13 novembre 1893.

## Distinctions
- 1881 : médaille d'or à l'Exposition internationale d'Électricité[11].
- 1881 : chevalier de la Légion d’Honneur le 29 décembre 1881.